# Bayanna
Bayanna (actual Pechina, provincia de Almería) fue una antigua ciudad de al-Ándalus, modernamente una localidad rural, situada en la costa y cerca de la desembocadura del río Andarax (Wadi Bayanna), y no lejos de al-Mariya (Almería).
El cantón de Bayanna fue poblado por los árabes yemeníes venidos a la península asentados en la zona por Abderramán I con la misión de vigilar la costa contra un posible ataque de los normandos, con derecho a disfrutar del fértil valle del Andarax.

## La república de Bayanna
Los marineros andalusíes que el 875 habían fundado Nueva Tenes en la costa de África y que volvían a menudo a los puertos de la zona, se entendieron con los árabes de la ciudad para formar una especie de república mercantil y la actual Pechina fue durante un tiempo la capital de un pequeño estado establecido en 884.
Los árabes construyeron la mezquita y los andalusíes las murallas, el puerto estaba en al-Mariya. El 922, al cabo de unos treinta años, pasados bajo la amenaza de los árabes de Elvira (Granada), la república se reincorporó al Califato de Córdoba.
Durante el siglo X siguió siendo una villa próspera hasta que el califa Abderramán III convirtió Almería en capital de la región y comenzó a decaer, situación acentuada bajo al-Hákam II y en el siglo XI no era más que una pequeña aldea, mientras que Almería se convirtió en capital de uno de los reinos o taifas peninsulares, la Taifa de Almería.